# Benedikt Hensel
Benedikt Hensel (* 27. Juni 1979 in Ludwigshafen) ist ein deutscher evangelischer Theologe und seit 2022 Universitätsprofessor für Altes Testament an der Universität Oldenburg.

## Leben
Benedikt Hensel studierte von 2001 bis 2006 evangelische Theologie, Klassische Archäologie und Judaistik in Heidelberg, Utrecht und Amsterdam und wurde 2010 an der Universität Mainz zum Dr. theol. promoviert. Von 2006 bis 2010 arbeitete er als wissenschaftlicher Assistent an der Universität Heidelberg (Thyssen-Projekt: Reichsaramäische Inschriften), ab 2007 an der Johannes Gutenberg-Universität Mainz (Evangelisch-Theologische Fakultät). Nach dem Vikariat von 2011 bis 2013 an der Marktkirche in Wiesbaden, einem Spezialvikariat als persönlicher Referent von Sigurd Rink und der Ordination 2013 leitete er von 2013 bis 2016 ein von der Deutschen Forschungsgemeinschaft gefördertes Forschungsprojekt zum Verhältnis von Juda und Samaria in nachexilischer Zeit. 2016 erfolgte seine Habilitation in Mainz. Für seine Habilitationsschrift wurde er 2018 mit dem Armin-Schmitt-Preis der Armin-Schmitt-Stiftung für biblische Textforschung ausgezeichnet.
Von 2017 bis 2020 arbeitete er an der Universität Zürich am Lehrstuhl für alttestamentliche Wissenschaft und frühjüdische Religionsgeschichte und im vom Schweizerischen Nationalfonds geförderten Projekt The History of the Pentateuch. Von 2019 bis 2021 übernahm er Vertretungen von Professuren für Altes Testament in Mainz und in Zürich und war 2021–2022 Hochschuldozent für Biblische Theologie an der Theologischen Fakultät der Georg-August-Universität Göttingen.
Hensel forscht zur Geschichte und Religionsgeschichte Israels und des antiken Judentums, zur Archäologie der Südlevante (Grabungen und Feldprojekte in Hazor, Jordanien, Idumäa/Negev), zur Theologie und Hermeneutik der Hebräischen Bibel, sowie zu Pluralität und Diversität innerhalb des frühen und entstehenden Judentums der persischen und hellenistischen Zeit.
Die biblische Archäologie ist eines der Kernarbeitsfelder von Benedikt Hensel. Die Forschungsprojekte in Oldenburg verbinden dabei auf innovative Art Methoden der Archäologie mit den advanced technologies der Digital Humanities. Die Oldenburger Biblische Archäologie nimmt dabei eine Vorreiterrolle in der Digitalisierung der Archäologie ein.
Seit 2023 leitet Hensel die neuen Grabungen in Hazor/Israel als Co-Director gemeinsam mit Dr. Igor Kreimerman (Hebrew University of Jerusalem). Zugleich ist er seit 2024 Projektleiter des von der Gerda-Henkel-Stiftung geförderten Projektes „Resettlement of Ruins and Memories in the Making. A Case Study on Hazor and the Shaping of Early Israelite Identities during the Iron Age“, welches Teil der Förderlinie „Lost Cities“ ist.
Von 2023 bis 2025 war Hensel Prodekan für Forschung der Fakultät IV Human- und Gesellschaftswissenschaften der Universität Oldenburg. Seit 1. April 2025 ist er deren Dekan.

## Schriften als Verfasser und Mitverfasser
- Die alt- und reichsaramäischen Inschriften, Band 1: Konkordanz. Herausgegeben von Dirk Schwiderski. Unter Mitarbeit von Walter Bührer und Benedikt Hensel (= Fontes et Subsidia ad Bibliam pertinentes, Bd. 4). de Gruyter, Berlin/New York 2008, ISBN 978-3-11-017455-7.
- Die Vertauschung des Erstgeburtssegens in der Genesis. Eine Analyse der narrativ-theologischen Grundstruktur des ersten Buches der Tora (= Beihefte zur Zeitschrift für die alttestamentliche Wissenschaft, Bd. 423). de Gruyter, Berlin/New York, 2011, ISBN 978-3-11-024792-3 (Dissertation).
- Juda und Samaria. Zum Verhältnis zweier nach-exilischer Jahwismen (= Forschungen zum Alten Testament, Bd. I/110). Mohr Siebeck, Tübingen 2016, ISBN 978-3-16-154905-2 (Habilitationsschrift).
- Transjordan and the Southern Levant. New Approaches Regarding the Iron Age and the Persian Period from Hebrew Bible Studies and Archaeology - in collaboration with Jordan Davis, hg. von Benedikt Hensel (ArchB 8), Mohr Siebeck: Tübingen 2024, ISBN 978-3-16-163451-2.
- Social Groups behind Biblical Traditions: Identity Perspectives from Egypt, Transjordan, Mesopotamia, Persia, and Israel in the Second Temple Period (Forschungen zum Alten Testament 167), hg. von Hensel, B. / Nocquet, D / Adamczewski, B., Tübingen: Mohr Siebeck 2023, ISBN 978-3-16-161887-1.
- Migration und Theologie. Historische Reflektionen, theologische Grundelemente und hermeneutische Perspektiven aus der alt- und neutestamentlichen Wissenschaft (ABG/Arbeiten zur Bibel und ihrer Geschichte 74), herausgegeben von Hensel, Benedikt und Christian Wetz; Evangelische Verlagsanstalt: Leipzig 2023, ISBN 978-3-374-07444-0.
- Edom and Idumea in the Persian Period: Recent Research and Approaches from Archaeology, Hebrew Bible Studies and Ancient Near Eastern Studies (Worlds of the Ancient Near East and Mediterranean/WANEM). herausgegeben von Hensel, Benedikt / Ben Zvi, Ehud / Edelman, Diana V.; Equinox: Sheffield 2022, ISBN 978-1-80050-133-1.
- The History of the Jacob Cycle (Genesis 25-35). Recent Research on the Compilation, the Redaction and the Reception of the Biblical Narrative and Its Historical and Cultural Contexts (Archaeology and Bible 4), herausgegeben von Benedikt Hensel; Tübingen: Mohr Siebeck 2021, ISBN 978-3-16-159927-9.
- Yahwistic Diversity and the Hebrew Bible: Tracing Perspectives of Group Identity from Judah, Samaria, and Diaspora in Biblical Traditions (Forschungen zum Alten Testament, II/120), herausgegeben von Hensel, B. / Nocquet, D / Adamczewski, B.; Mohr Siebeck: Tübingen 2020, ISBN 978-3-16-158304-9.
- Seit wann gibt es „jenes Israel“? Gesammelte Studien zum TNK und zum antiken Judentum. Bernd J. Diebner zum 70. Geburtstag (Beiträge zum Verstehen der Bibel 17), herausgegeben von Dinkelaker, V. / Hensel, B. / Zeidler, F.; LIT-Verlag: Münster, 2011, ISBN 978-3-643-10832-6.
- Das Jonabuch heute lesen (bibel heute lesen), Theologischer Verlag Zürich: Zürich 2025, ISBN 978-3-290-18696-8.
- Israel, Judah, and Neighboring Groups in the Books of Samuel. Textual and Historical Approaches. Research on Israel and Aram in Biblical Times VIII (Orientalische Religionen in der Antike 61), herausgegeben von Stephen Germany und Benedikt Hensel, Mohr Siebeck: Tübingen 2025. ISBN 978-3-16-163838-1.